# بیکنهلتس
بیکنهلتس (به فرانسوی: Bickenholtz) یک کمون در فرانسه است که در Canton of Fénétrange واقع شده‌است.

## خصوصیات
بیکنهلتس ۲٫۴۶ کیلومترمربع مساحت و ۷۴ نفر جمعیت دارد و ۳۳۵ متر بالاتر از سطح دریا واقع شده‌است.